# Kontraktorverfahren
Das Kontraktorverfahren (lat. Mitziehen) ist im Bauwesen eine Methode des Einbaus (Einbringens) von Frischbeton in einen tiefer liegenden, mit Flüssigkeit – oftmals Wasser oder Bentonit (als Schlamm oder Suspension in Wasser) – gefüllten Bereich. Auf Englisch wird es als tremie method bezeichnet.
Dabei wird der Beton mit Hilfe eines Betonkübels und einer Rohrleitung (Kontraktorrohr = tremie pipe) in den tiefer liegenden zu betonierenden Bereich geleitet. Die Rohraustrittsöffnung bleibt während des Betoniervorgangs ständig unterhalb der Betonoberfläche, um eine Vermischung des Frischbetons mit der darüber liegenden Flüssigkeit zu vermeiden. Entsprechend dem Betonierfortschritt wird das Rohr schrittweise nach oben gezogen und die Flüssigkeit, sofern erforderlich, abgepumpt und aufbereitet. Das Verfahren kommt z. B. bei der Herstellung von Bohrpfählen und Schlitzwänden zum Einsatz, bei denen Bentonit beim Aushub als Stützflüssigkeit zum Einsatz kommt, beim Verpressen von Erdwärmesonden oder beim Füllen von Senkkästen für ein Brückenfundament.
Damit der (flüssige) Beton in der umgebenden Flüssigkeit dauerhaft absinkt, muss seine Dichte (durch geeignete Zuschlagstoffe) größer als die der Flüssigkeit sein, er muss Untertrieb aufweisen. Der Betonkübel hängt typisch an einem Kranhaken oder Baggerarm und kann fortlaufend mittels Betonpumpe, Förderband oder anderen Betonkübeln nachgefüllt werden.